# Catharina Margarethe Dobenecker
Catharina Margarethe Dobenecker (* 14. November 1649 in Hof; † 11. Dezember 1683 in Kulmbach) war eine Dichterin im Pegnesischen Blumenorden.

## Leben und Werk
Als Tochter des brandenburg-bayreuthischen Hofrats Johann Friedrich Schweser und der Pfarrerstochter Margaretha geb. Pertsch aus Wunsiedel wuchs Catharina Margarethe Schweser in einem kulturell aufgeschlossenen Elternhaus auf. Der Vater Johann Friedrich Schweser  und der Bruder Christoph Heinrich Schweser waren beide schriftstellerisch tätig. Schon in jungen Jahren begeisterte sich die Frau für die Musik und die Dichtkunst. Im Sommer 1668 wurde sie gemeinsam mit mehreren anderen Frauen von Sigmund von Birken in den Pegnesischen Blumenorden, die Nürnberger Sprach- und Literaturgesellschaft, aufgenommen. Ihr Schäfername lautete „Silvia“. 1674 heiratete sie den brandenburg-bayreuthischen Kammerrat Johann Baptist Dobenecker, mit dem sie zunächst in Bayreuth lebte und später nach Kulmbach zog. Während ihrer Ehe mit Dobenecker war sie bildnerisch tätig (Malerei und Kupferstich). Von diesen Werken ist nichts erhalten. Mit dem Präsidenten des Blumenordens stand sie anfänglich in enger brieflicher Verbindung. 1683 starb Catharina Margarethe Dobenecker in Kulmbach.
Von ihr sind nur wenige gedruckte Gedichte, meist Gelegenheitsgedichte in Gemeinschaftsschriften der Pegnitzschäfer, überliefert. Sowohl zu Birkens Guelfis (1669) wie auch zu Maria Catharina Stockfleths Roman "Die kunst- und tugendgezierte Macarie" (1669) trug sie Widmungsverse bei. Die meisten von ihr erhaltenen Gedichte befinden sich in Schusters Anthologie Die Pegnitz-Schäferinnen (S. 145–196), darunter ein lyrisch-brieflicher Dialog mit  Maria Catharina Stockfleth. Ein umfangreiches Schäfergedicht ist von Joachim Kröll 1979 ediert worden.